# Ehemalige Färbereihalle

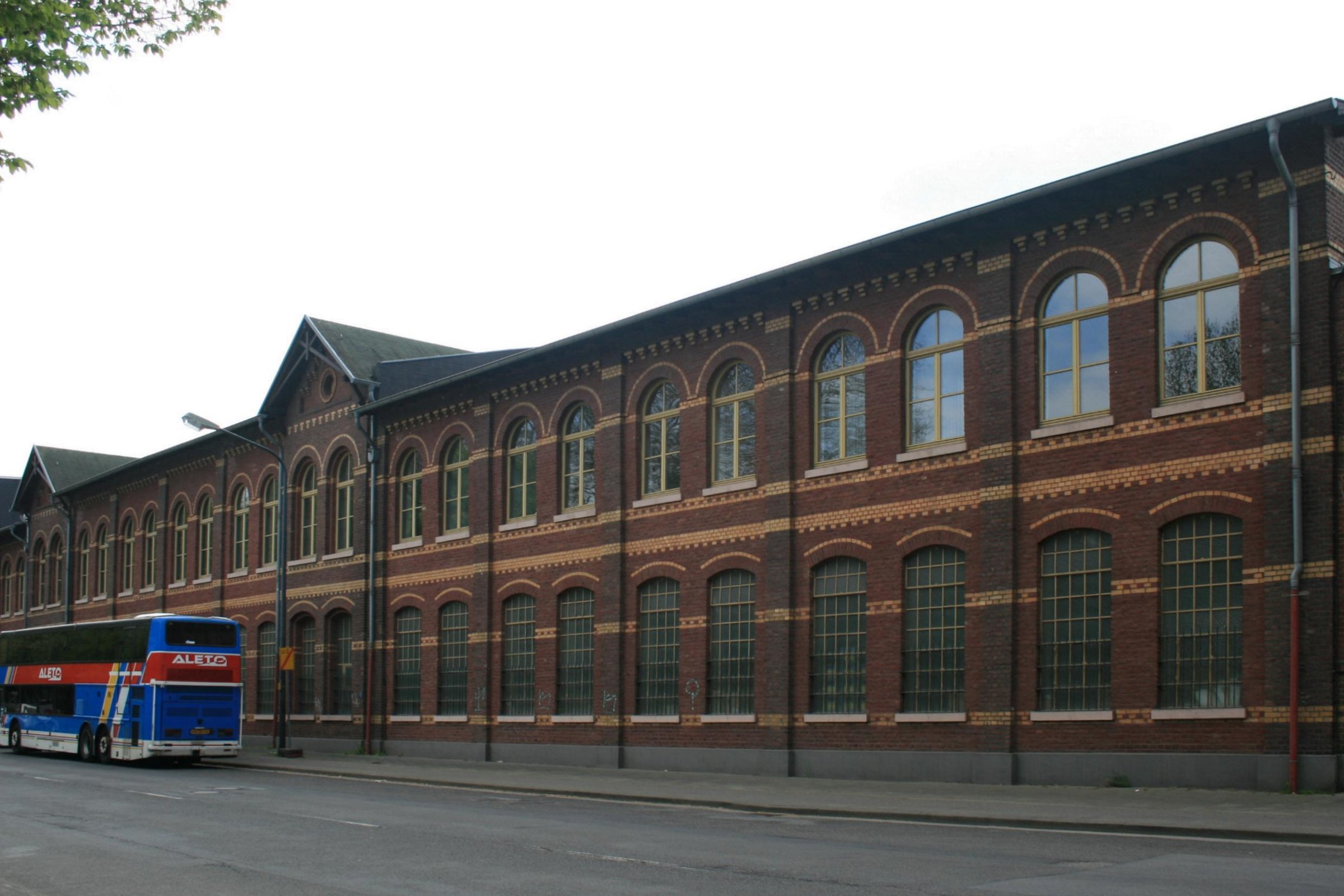
Ehemalige Färbereihalle

Die ehemalige Färbereihalle ist Teil der ehemaligen Feintuchfabrik Leopold Schoeller in Düren in Nordrhein-Westfalen, Valencienner Straße. Die Fabrik und alle Gebäude wurden um 1895 erbaut.
Es handelt sich um einen rückwärtig auf dem Firmengelände gelegenen Backsteinbau. Auf dem Satteldach steht ein aufgesetzter Dachentlüfter. Die Giebelseite ist fünfachsig. Die Fensteröffnungen waren ursprünglich segmentbogig, heute sind sie größtenteils quadratisch. Im Giebelfeld sind Rundbogenfenster mit flankierenden Okulusfenstern. Die Fassadengliederung erfolgt durch Lisenen und Konsolenfries. Im Inneren handelt es sich um eine zum Dach hin offene Halle mit stützfreien Polonceauxbindern.
Das Bauwerk ist unter Nr. 1/066c in die Denkmalliste der Stadt Düren eingetragen.